# 수팍손 차이몽콘
수팍손 차이몽콘(태국어: ศุภักษร ไชยมงคล, 영어: Supaksorn Chaimongkol, 1982년 12월 2일 ~ )은 태국의 모델이다.